# Renaissance sportive de Yoff
Ne doit pas être confondu avec Renaissance sportive de Dakar.
Actualités
La Renaissance sportive de Yoff est un club de football sénégalais basé à Yoff dans la ville de Dakar.

## Historique

### Ouverture sur le monde
Le sport est devenu de nos jours un phénomène mondial drainant des milliers de personnes et beaucoup d’argent mais nécessitant des  infrastructures et  une logistique subséquente et surtout des compétences pratiques et une bonne organisation.
Le développement du football dans la commune de Yoff  interpelle l’ensemble des  parties prenantes et les structures établies sur le périmètre communal.
Et au-delà de l’aspect purement sportif  de l’histoire du club et de son enracinement dans un terroir ancestral et de sa position dans l’espace physique.
L’équipe porte bien ses 49 ans, avec une base affective avérée ce qui n’est pas le cas pour la majeure partie des clubs sénégalais, elle vient d’accéder pour la deuxième fois en première division en l’espace de trois ans.
La proximité de la mer ou des milliers de gens s’adonnent aux sports et qui est à dix minutes de l’Aéroport Léopold Sédar Senghor de Dakar Yoff n’est pas un hasard fortuit.
Vice-championne de la D2, derrière la Compagnie sucrière sénégalaise (Css), Renaissance de Yoff a gagné le droit de prendre part à la Ligue 1 cette saison. L'équipe yoffoise retrouve l'élite près de quatre années après la descente en D2, en 2004-2005.Acteur principal de la remontée de Rs Yoff, l'entraîneur Elimane Mbengue a pour mission le maintien. Pour le président du club, il ne faut pas avoir les yeux plus gros que le ventre. 'Ceci, explique Oumar Ndiaye, pour éviter de vivre le cauchemar de la saison 2004-2005. Au terme duquel, le club, à peine monté en D1, a repris l'ascenseur en fin de saison pour retourner à la D2.'
En plus d'un budget de 62 millions, Rs Yoff peut compter sur des appuis solides. 'La Commune d'arrondissement de Yoff s'est engagée à payer les salaires des 25 joueurs et des encadreurs techniques. Il y a aussi l'Apecsy qui nous a accordé un soutien financier assez consistant', se félicite Oumar Ndiaye.
Elimane Mbengue peut compter sur son groupe de la saison, qui a été maintenu intact. Celui-ci est même renforcé avec les arrivées de Mamadou Diop Diouf (Touré Kunda), Abdourahmane Cissokho (As Douanes),Khalifa Ababacar Mbengue (Gorée).
Daba Arfang Sarr Kordaba y est l'entraineur depuis fin avril 2011. Puis Victor Diagne. Succède .
Après être remplacé par Mbaye Sarr puis Saliou Beau Touré.
Pour la saison 2023-2024 le Rs Yoff retrouve la ligue deuxième division.

## Palmarès
- Ligue 2
  - Vainqueur : 2004

- Coupe HCCT
  - Finaliste : 2022

- National 1 :
  - Vice-champion en 2022-2023[5]